# Панафриканські кольори

Традиційний прапор Ефіопії, кольори якого були прийняті численними панафриканськими групами.

Неофіційний панафриканський прапор або прапор UNIA

Панафриканські кольори — це термін, який може означати два різні набори кольорів:
- Червоний, жовтий і зелений, кольори прапора Ефіопії, стали символом панафриканської ідеології. Численні африканські країни прийняли кольори до своїх національних прапорів, і вони також використовуються як символ багатьма панафриканськими організаціями та рухом Растафаріанства.

- Червоний, чорний і зелений, вперше введені Маркусом Гарві в 1920 році, також стали символом панафриканізму і зображені на панафриканському прапорі. Ці кольори також були перенесені на національні прапори, і вони іноді використовувалися для представлення чорного націоналізму, а не панафриканізму.[1]

## Ефіопські кольори
Зелений, жовтий і червоний колір у наш час є на національних прапорах багатьох африканських держав. Поєднання кольорів було запозичене з прапора Ефіопії.  Прапор Ефіопії вплинув на прапори багатьох панафриканських організацій і держав. За винятком відносно коротких періодів впливу та окупації Королівством Італія, Ефіопія залишалася поза європейським контролем протягом колоніальної ери, розгромивши італійську армію в битві при Адва, Ефіопія, у 1896 році, поклавши край італійському протекторату. Саме тому країна викликала захоплення багатьох нових незалежних держав Африки. Наслідком цього є прийняття ефіопських національних кольорів багатьма панафриканськими утвореннями. Першою африканською державою, яка прийняла жовто-червоно-зелений прапор після проголошення незалежності, була Гана в 1957 році. Прапор розроблено Теодосією Око.

## Кольори UNIA
Універсальна асоціація розвитку чорношкірих та Ліга африканських громад (UNIA), заснована Маркусом Гарві, мають положення, яке визначає червоний, чорний і зелений кольори як панафриканські: «червоний колір представляє благородну кров, яка об’єднує всіх людей африканського походження, колір чорний - для людей, зелений для багатих країн Африки».  Прапор UNIA був визначений офіційними кольорами чорношкірих африканців UNIA на її з'їзді в Медісон-сквер-ґарден 13 серпня 1920 року в Нью-Йорку, Сполучені Штати.

## Сучасні прапори країн із панафриканською символікою
Нижче наведено країни та території, які використовують один або обидва набори панафриканських кольорів у своїх офіційних прапорах:

Прапор Ефіопії (офіційний)
Прапор Гани
Прапор Буркіна-Фасо
Прапор Камеруну
Прапор Коморських Островів
Прапор Центральноафриканської Республіки
Прапор Республіки Конго
Прапор  Еритреї
Прапор Беніну
Прапор Гвінеї
Прапор Гвінеї-Бісау
Прапор Кенії
Прапор Малаві
Прапор Малі
Прапор Мавританії
Прапор Маврикію
Прапор Мозамбіку
Прапор Намібії
Прапор Сан-Томе і Принсіпі
Прапор Сенегалу
Прапор Південно-Африканської Республіки
Прапор Південного Судану
Прапор Того
Прапор Замбії
Прапор Зімбабве

## Ненаціональні прапори

Прапор Африканського національного конгресу
Прапор Афроамериканців авторства Девіда Хеммонса
Прапор Азаваду
Прапор Визвольного руху/армії Судану
Прапор Союзу африканських держав (1958–1961)
Прапор Союзу африканських держав (1961–1962)
Прапор Інтерахамве

## Колишні прапори з панафриканськими кольорами

Прапор Біафри (1967–1970)
Прапор Кабо-Верде (1975–1992)
Прапор Малаві (2010–2012)
Прапор Руанди
Прапор Південної Касаї (1960–1961)
Прапор Демократичної Республіки Конго ) (1971–1997)
Прапор Ефіопії (1987–1991)
Прапор Танганьїки (1961–1964)
Прапор Сенегалу (1958–1959)

## Не панафриканські прапори з панафриканськими кольорами
Хоча дані прапори містять панафриканську колірну схему, вони не призначені для символізації панафриканізму. Кольори Растафарі також походять від прапора Ефіопії, але, хоча думка Растафарі таїть панафриканські симпатії, використання прапора Ефіопії історично пов’язане з шануванням колишнього ефіопського імператора Хайле Селассіє.

Прапор аборигенів Австралії
Прапор Афганістану (2004-2021)
Прапор Болівії
Прапор Бірми (1943-1945)
Ефіопська імперія
Французька Гвіана (неофіційно)
Прапор Гренади
Прапор Гаяни
Прапор Литви
Прапор Лівії
Прапор Гаїті (1964–1986)
Прапор М'янми
Прапор Папуа-Нової Гвінеї
Прапор Північної та Східної Сирії
Прапор Сент-Кіттс і Невісу
Прапор Вануату